# 르네상스자산운용
르네상스자산운용 주식회사는 대한민국의 자산운용사이다.

## 역사
2016년 9월 1일에 설립되어 2019년 2월에 출범하였다. 이건규 공동대표와 정규봉 공동대표가 트러스톤멀티자산운용의 지분 100%를 인수해 출범하였다.

## 사업
전문사모집합투자업, 투자자문업 및 투자일임업 등을 영위한다.

## 투자기업
- 에이텀